# Кронид (Мищенко)

Могила епископа Кронида (Мищенко)

Епископ Кронид (в миру Михаил Гаврилович Мищенко; 25 августа 1940, село Кучиновка, Щорский район, Черниговская область — 7 сентября 1993) — епископ Русской православной церкви, епископ Днепропетровский и Криворожский.

## Биография
После окончания 10 классов общеобразовательной школы в 1958 году прислуживал в алтаре кафедрального собора в Чернигове и нёс послушание иподиакона.
В 1960—1963 годах служил в рядах Советской Армии. С 1963 по 1967 год работал на производствах Чернигова.
В 1967 году поступил в Московскую духовную семинарию.
23 марта 1970 года зачислен в общину братии Троице-Сергиевой Лавры.
10 мая 1970 года принял монашеский постриг с именем Кронид.
28 июня 1970 года архиепископом Иркутским и Читинским Вениамином (Новицким) рукоположен в сан иеродиакона, а 12 февраля 1971 года — в иеромонаха.
После окончания семинарии в 1971 году был зачислен в Московскую духовную академию, которую окончил в 1975 году со степенью кандидата богословия.
С 1970 по 1992 годы проходил послушание в Троице-Сергиевой Лавре.
16 сентября 1992 года по благословению патриарха Московского и всея Руси Алексия II решением Священного Синода Украинской Православной Церкви ему определено быть епископом Днепропетровским и Криворожским. 18 сентября состоялось наречение, а 19 сентября, в день Чуда архистратига Михаила в Хонех, в Кресто-Воздвиженском храме Киево-Печерской Лавры архиерейская хиротония, которую совершил митрополит Киевский и всея Украины Владимир (Сабодан) в сослужении сонма архиереев.
Скончался 7 сентября 1993 года от кровоизлияния в мозг. Погребён в ограде кафедрального Троицкого собора Днепропетровска, рядом с могилами архиепископов Андрея (Комарова) и Варлаама (Ильющенко).